# Piscine municipale de Montjuïc
La Piscine municipale de Montjuïc (en catalan : Piscina Municipal de Montjuïc) est une installation sportive située à l'est de l'Anneau olympique de Montjuïc à Barcelone.
Elle accueille les compétitions des Jeux olympiques d'été de 1992.

## Présentation
Elle se compose de deux piscines extérieures. 
Elle est gérée depuis 2002 par l'entreprise Aigua, Esports i Salut.

## Histoire
Elle est inaugurée en 1929, puis agrandie pour les Jeux méditerranéens de 1955 sous la dictature franquiste.

## Compétitions
- Championnats du monde de natation 2003

## Culture populaire
- Célèbre depuis les Jeux olympiques de 1992 pour ses vues spectaculaires sur la ville de Barcelone, elle est le lieu de tournage du clip-vidéo Slow de Kylie Minogue en 2003[2].
- La piscine est aussi le lieu de tournage de scènes de la série Bracelets rouges en 2011.
- La piscine a aussi été le lieu de tournage du clip de la chanson Illusion de Dua Lipa, sortie en 2024.